# Iwanowka (Tatarstan, Tetjuschski, Koschki-Nowotimbajewskoje)
Iwanowka (russisch Ивановка) ist eine Derewnja (Dorf) in der russischen Republik Tatarstan. Der Ort gehört zur Landgemeinde Koschki-Nowotimbajewskoje selskoje posselenije im Tetjuschski rajon. Er hat zehn Einwohner (Stand 2010).

## Geographie
Iwanowka befindet sich 21 Kilometer südwestlich vom Rajonzentrum Tetjuschi. Der Gemeindesitz Koschki-Nowotimbajewo liegt vier Kilometer südwestlich. Die nächste Bahnstation ist Buinsk an der Strecke von Uljanowsk nach Selenodolsk 24 Kilometer nordwestlich.

## Geschichte
Der Ort wurde 1924 gegründet.